# Premio Sportilia
Il Premio Nazionale Sportilia è un riconoscimento, patrocinato da C.O.N.I., F.I.G.C. e A.I.A., che annualmente viene consegnato a personalità del mondo dello sport, della cultura e della comunicazione che si sono particolarmente distinti durante l'anno o nel corso della loro carriera.

## Storia
Il Premio, nato nel 1997 da un'idea del suo organizzatore Franco Aleotti e di Quinto Vecchioni, già patron del Premio Nazionale La Torretta, vede la sua assegnazione nel mese di Luglio a Santa Sofia (provincia di Forlì-Cesena) a pochi chilometri di distanza dal centro sportivo di Sportilia da cui prende il nome.
Tra i personaggi sportivi premiati spiccano: Arrigo Sacchi, Giovanni Trapattoni, Marcello Lippi, Azeglio Vicini, Roberto Mancini, Luciano Spalletti,  Maurizio Sarri,  Marco Tardelli, Michel Platini, Gianni Rivera, Antonio Cabrini, Giuseppe Saronni, Francesco Moser, Giacomo Agostini, Patrizio Oliva, Dino Meneghin e gli arbitri di calcio Sergio Gonella, Paolo Casarin, Pierluigi Collina, Luigi Agnolin, Tullio Lanese, Roberto Rosetti, Nicola Rizzoli, Daniele Orsato.
Per le professioni e la comunicazione il premio è andato tra gli altri a Roberto Benigni, Giorgio Celli, Sergio Zavoli, Candido Cannavò, Italo Cucci, Marino Bartoletti, Bruno Pizzul, Tonino Guerra.
L'edizione del 2008 è stata impreziosita dall'esposizione della Coppa del Mondo di calcio vinta dalla Nazionale Italiana in occasione dei Mondiali di Germania 2006.

## Albo d'oro dei principali personaggi sportivi
| Edizione   | Sportivi principali                | Arbitro CAN A-B                                     | Emergente          | Assistente            | Arbitro CAN Pro     |
| ---------- | ---------------------------------- | --------------------------------------------------- | ------------------ | --------------------- | ------------------- |
| 1ª (1997)  | Edmeo Lugaresi                     | Domenico Messina                                    |                    | Mauro Fiori           |                     |
| 2ª (1998)  | Paolo Casarin Sergio Gonella       | Pierluigi Collina                                   |                    | Donato Nicoletti      |                     |
| 3ª (1999)  | Bruno Pizzul                       | Stefano Braschi                                     |                    | Fabrizio Babini       |                     |
| 4ª (2000)  | Azeglio Vicini                     | Gianluca Paparesta                                  |                    | Salvatore Marano      |                     |
| 5ª (2001)  | Claudio Gentile Alberto Zaccheroni | Stefano Cassarà                                     |                    | Andrea Consolo        |                     |
| 6ª (2002)  | Giacomo Bulgarelli Candido Cannavò | Matteo Trefoloni                                    |                    | Gabriele Contini      |                     |
| 7ª (2003)  | Giovanni Trapattoni Italo Cucci    | Graziano Cesari                                     |                    | Marco Ivaldi          |                     |
| 8ª (2004)  | Gianni Rivera                      | Paolo Dondarini                                     |                    | Narciso Pisacreta     |                     |
| 9ª (2005)  | Marcello Lippi Francesco Moser     | Pasquale Rodomonti                                  |                    | Alessandro Griselli   |                     |
| 10ª (2006) | Arrigo Sacchi                      | Roberto Rosetti                                     |                    |                       |                     |
| 11ª (2007) | Ercole Baldini                     | Stefano Farina                                      |                    | Roberto Romagnoli     |                     |
| 12ª (2008) | Fabrizio Ravanelli Luigi Maifredi  | Massimiliano Saccani                                | Daniele Orsato     | Massimiliano Grilli   |                     |
| 13ª (2009) | Giovanni Galli                     | Emidio Morganti                                     | Carmine Russo      | Giorgio Niccolai      | Alessandro Ruini    |
| 14ª (2010) | Livio Berruti                      | Nicola Rizzoli                                      | Paolo Valeri       | Renato Faverani       | Riccardo Ros        |
| 15ª (2011) | Fausto Gresini                     | Christian Brighi, Gianluca Rocchi Paolo Tagliavento | Marco Guida        | Andrea Stefani        | Michael Fabbri      |
| 16ª (2012) | Giancarlo Antognoni                | Mauro Bergonzi                                      | Emilio Ostinelli   | Elenito Di Liberatore | Daniele Minelli     |
| 17ª (2013) | Luigi Simoni                       | Daniele Orsato, Danilo Giannoccaro                  | Maurizio Mariani   | Gianluca Cariolato    | Juan Luca Sacchi    |
| 18ª (2014) | Osvaldo Bagnoli Emiliano Mondonico | Paolo Valeri                                        | Luca Pairetto      | Lorenzo Manganelli    | Marco Piccinini     |
| 19ª (2015) | Massimo Ferrero Bob McAdoo         | Antonio Damato                                      | Fabrizio Pasqua    | Mauro Tonolini        | Antonio Di Martino  |
| 20ª (2016) | Marco Tardelli Serse Cosmi         | Massimiliano Irrati                                 | Davide Ghersini    | Alessandro Costanzo   | Giosuè Dapice       |
| 21ª (2017) | Roberto Boninsegna                 | Luca Banti                                          | Federico La Penna  | Filippo Meli          | Luca Massimi        |
| 22ª (2018) | Roberto Mancini Nevio Scala        | Marco Di Bello                                      | Livio Marinelli    | Riccardo Di Fiore     | Simone Sozza        |
| 23ª (2019) | Pierluigi Pardo Filippo Galli      | Paolo Mazzoleni                                     | Francesco Fourneau | Matteo Passeri        | Matteo Marchetti    |
| (2020)     | non assegnato                      |                                                     |                    |                       |                     |
| (2021)     | non assegnato                      |                                                     |                    |                       |                     |
| 24ª (2022) | Patrizio Oliva                     | Daniele Orsato                                      | Giovanni Ayroldi   | Alessandro Giallatini | Maria Marotta       |
| 25ª (2023) | Luciano Spalletti Giuseppe Saronni | Daniele Doveri                                      | non assegnato      | Davide Imperiale      | Domenico Castellone |
| 26ª (2024) | Roberto Donadoni Gianni Bugno      | Fabio Maresca                                       | Matteo Marcenaro   | non assegnato         | Roland Andeng       |
| 27ª (2025) | Maurizio Sarri Giacomo Agostini    | Maurizio Mariani                                    | Ciro Carbone       | Luca Zufferli         | non assegnato       |